# Masaya Tashiro
Masaya Tashiro (japanisch 田代 雅也 Tashiro Masaya; * 1. Mai 1993 in Warabi) ist ein japanischer Fußballspieler.

## Karriere
Tashiro erlernte das Fußballspielen in der Schulmannschaft der Bunan High School und der Universitätsmannschaft der Hōsei-Universität. Seinen ersten Vertrag unterschrieb er 2016 beim FC Gifu. Der Verein aus Gifu spielte in der zweithöchsten Liga des Landes, der J2 League. Für den Verein absolvierte er 28 Ligaspiele. 2018 wechselte er nach Utsunomiya zum Ligakonkurrenten Tochigi SC. Für Tochigi stand er 89-mal in der zweiten Liga auf dem Spielfeld. Im Januar 2021 verpflichtete ihn der Erstligist Sagan Tosu aus Tosu. Nach 52 Erstligaspielen wechselte er im Juli 2023 zum ebenfalls in der ersten Liga spielenden Avispa Fukuoka. Am 4. November 2023 stand er mit Avispa im Finale des Ligapokals. Hier besiegte man die Urawa Red Diamonds mit 2:1.

## Erfolge
Avispa Fukuoka
- Japanischer Ligapokalsieger: 2023